# Elecciones generales de Dominica de 2014
Las elecciones generales se celebraron en Dominica el 8 de diciembre de 2014 para elegir a los 21 miembros de la Cámara de la Asamblea. El Primer Ministro Roosevelt Skerrit anunció la fecha de la elección el 5 de noviembre de 2014. Bajo el sistema electoral de Dominica, el Primer Ministro tiene la autoridad de convocar elecciones en cualquier momento y solo está obligado a dar un aviso con un mínimo de veinticinco días.
El gobernante Partido Laborista de Dominica perdió tres escaños pero mantuvo una mayoría dominante, con 15 de los 21 escaños de la Cámara de la Asamblea. Los seis escaños restantes fueron ganados por el centroderechista Partido Unido de los Trabajadores, que ha permanecido como el único partido de oposición en el Cámara desde las elecciones de 2005.

## Resultados
| Partido                            | Votos  | %     | Escaños | +/– |
| ---------------------------------- | ------ | ----- | ------- | --- |
| Partido Laborista de Dominica      | 23,208 | 56.99 | 15      | –3  |
| Partido Unido de los Trabajadores  | 17,479 | 42.92 | 6       | +3  |
| Independientes                     | 37     | 0.09  | 0       | 0   |
| Votos nulos/en blanco              | 471    | –     | –       | –   |
| Total                              | 41,195 | 100   | 21      | 0   |
| Votantes registrados/participación | 72,279 | 56.99 | –       | –   |
| Fuente: Electoral Office           |        |       |         |     |